# Tokyo Opera City Tower
Tokyo Opera City Tower (яп. 東京オペラシティ то:кё: опера сити) — небоскреб, расположен в районе Ниси-Синдзюку токийского специального района Синдзюку. Строительство небоскреба было завершено в 1996 году, его высота составляет 234 метра.
Здание нового национального театра не является небоскребом. Большинство же этажей Tokyo Opera City Tower занято офисными помещениями. Самые известные арендаторы, это NTT East Corp., Microsoft Corp. и Apple Inc.